# Municipio de Waverly (condado de Cheboygan)
El municipio de Waverly (en inglés: Waverly Township) es un municipio ubicado en el condado de Cheboygan en el estado estadounidense de Míchigan. En el año 2010 tenía una población de 457 habitantes y una densidad poblacional de 3,32 personas por km².

## Geografía
El municipio de Waverly se encuentra ubicado en las coordenadas 45°24′56″N 84°20′25″O / 45.41556, -84.34028. Según la Oficina del Censo de los Estados Unidos, el municipio tiene una superficie total de 137.46 km², de la cual 124,8 km² corresponden a tierra firme y (9,21 %) 12,66 km² es agua.

## Demografía
Según el censo de 2010, había 457 personas residiendo en el municipio de Waverly. La densidad de población era de 3,32 hab./km². De los 457 habitantes, el municipio de Waverly estaba compuesto por el 97,37 % blancos, el 1,09 % eran afroamericanos, el 0,44 % eran amerindios, el 0,22 % eran asiáticos, el 0,44 % eran isleños del Pacífico y el 0,44 % eran de una mezcla de razas. Del total de la población el 0,22 % eran hispanos o latinos de cualquier raza.